# كينجي توشيا
كينجي توشيا (باليابانية: 土屋健二؛ بالكانا: つちや けんじ) هو لاعب كرة قاعدة ياباني، ولد في 4 أكتوبر 1990 في فوجي في اليابان.

## وصلات خارجية
- كينجي توشيا على موقع الدوري الياباني لكرة القاعدة (الإنجليزية)
- كينجي توشيا على موقعبيزبول رفرنس.كوم (الدوري الثانوي) (الإنجليزية)